# Municipio de Nora (Dakota del Norte)
El municipio de Nora (en inglés: Nora Township) es un municipio ubicado en el condado de LaMoure en el estado estadounidense de Dakota del Norte. En el año 2010 tenía una población de 71 habitantes y una densidad poblacional de 0,76 personas por km².

## Geografía
El municipio de Nora se encuentra ubicado en las coordenadas 46°25′12″N 98°42′55″O / 46.42000, -98.71528. Según la Oficina del Censo de los Estados Unidos, el municipio tiene una superficie total de 93.27 km², de la cual 93,12 km² corresponden a tierra firme y (0,16 %) 0,15 km² es agua.

## Demografía
Según el censo de 2010, había 71 personas residiendo en el municipio de Nora. La densidad de población era de 0,76 hab./km². De los 71 habitantes, el municipio de Nora estaba compuesto por el 100 % blancos. Del total de la población el 0 % eran hispanos o latinos de cualquier raza.